# Plays Live
Albums de Peter Gabriel
Peter Gabriel
(1982) Birdy
(1985)
Albums live de Peter Gabriel
Secret World Live
(2000)
Singles
1. I Don't Remember (live)
Sortie : 1983
2. I Go Swimming (live)
Sortie : 1983
3. Solsbury Hill (live)
Sortie : 1983

Plays Live est le 5e album de Peter Gabriel. Il est sorti le 9 juin 1983 sur le label Charisma Records et a été produit par Peter Gabriel et Peter Walsh. Il s'agit du premier disque enregistré en public de l'ancien leader de Genesis, qui mène une carrière solo avec succès depuis 1977.

## Historique
Cet album a été enregistré lors de la tournée de promotion de l'album Peter Gabriel 4 aux États-Unis.
- Braden Auditorium, Illinois State University, Normal, Illinois, 3 December 1982
- Memorial Hall, Kansas City, Kansas, 4 December 1982
- Chick Evans Field House, Northern Illinois University, DeKalb, Illinois, 6 December 1982
- SIU Arena, Southern Illinois University, Carbondale, Illinois, 7 December 1982

Cet album a été initialement publié comme un double album vinyle, et une cassette audio longue durée, de seize chansons et d'une durée de 80 minutes. Il a été finalement publié en ensemble double CD de seize chansons. En 1985 est publiée une version courte intitulée Plays Live Highlights, contenant douze chansons et des modifications sur le temps des pistes. Les albums sont disponibles en vinyle ou en CD-audio.
L'album a été remastérisé et réédité en 2002, Highlights a été publié aux États-Unis alors que la version double CD a été publiée au Royaume-Uni.
L'album contient une chanson inédite ,I Go Swimming, réalisée par Gabriel lors de sa tournée mondiale en 1980 à l'appui de son troisième album.
Il se classa à la 44e place du Billboard 200 aux États-Unis et à la 8e place des charts britanniques.

## Liste des chansons
- Tous les titres sont signés par Peter Gabriel

### Disque un
Face 1
1. The Rhythm of the Heat - 6:26
2. I Have the Touch - 5:18
3. Not One of Us - 5:29
4. Family Snapshot - 4:44

Face 2
1. D.I.Y. - 4:20
2. The Family and the Fishing Net - 7:22
3. Intruder - 5:03
4. I Go Swimming - 4:44

### Disque deux
Face 3
1. San Jacinto - 8:27
2. Solsbury Hill - 4:42
3. No Self Control - 5:03
4. I Don't Remember - 4:19

Face 4
1. Shock the Monkey - 7:10
2. Humdrum - 4:23
3. On the Air - 5:22
4. Biko - 7:01

### Plays Live Highlights
1. I Have the Touch - 4:47
2. Family Snapshot - 4:47
3. D.I.Y. - 4:05
4. The Family and the Fishing Net - 7:38
5. I Go Swinmming - 4:54
6. San Jacinto - 8:19
7. Solsbury Hill - 4:41
8. No Self Control - 5:04
9. I Don't Remember - 4:12
10. Shock the Monkey - 7:10
11. Humdrum - 4:21
12. Biko - 6:52

## Musiciens
- Peter Gabriel: chant, claviers, piano
- David Rhodes: guitares, chœurs
- Tony Levin: basse, Chapman Stick, chœurs
- Larry Fast: synthétiseurs, piano, claviers
- Jerry Marotta: batterie, percussions, chœurs

## Classements
Charts album
| Pays             | Durée du classement | Meilleur classement |
| ---------------- | ------------------- | ------------------- |
| Allemagne        | 9 semaines          | 40e                 |
| Canada           | 19 semaines         | 18e                 |
| États-Unis       | 16 semaines         | 44e                 |
| Nouvelle-Zélande | 4 semaines          | 25e                 |
| Pays-Bas         | 7 semaines          | 21e                 |
| Royaume-Uni      | 9 semaines          | 8e                  |
| Suède            | 1 semaine           | 31e                 |

Charts singles
| Année | Chanson                        | Charts                 | durée du classement | Position |
| ----- | ------------------------------ | ---------------------- | ------------------- | -------- |
| 1983  | I Don't Remember Solsbury Hill | UK Singles Chart       | 4 semaines          | 62e      |
| 1983  | I Go Swinmming                 | Mainstream Rock Tracks | 4 semaines          | 38e      |